# Fabian Heldmann
Fabian Heldmann (* 11. Juli 1987 in Stuttgart in Baden-Württemberg) ist ein deutscher Koch. Er ist Küchenchef des Restaurants Der Zauberlehrling in Stuttgart-Mitte (Bohnenviertel), das mit einem Michelin-Stern ausgezeichnet ist.

## Leben
Heldmann wuchs in Schnait und in Winterbach (Remstal) auf. Nach seinem Abitur und dem Zivildienst absolvierte er eine Ausbildung zum Koch im Relais & Châteaux Hotel Villino in Lindau (Bodensee).
Danach führten ihn seine Wanderjahre nach Trier (Designhotel "Becker`s", 2 Guide Michelin Sterne), an den Tegernsee zu Christian Jürgens (Koch) (Seehotel Überfahrt, 3 Guide Michelin Sterne) und zu Christian Bau (Koch) (Victor`s fine dining by Christian Bau, 3 Guide Michelin Sterne).
Seit Juli 2016 ist Fabian Heldmann als Küchenchef im elterlichen Betrieb, dem Gourmet-Restaurant "Der Zauberlehrling" in Stuttgart-Mitte (Bohnenviertel) tätig. Das Restaurant ist seit 2019 mit einem Stern des Guide Michelin ausgezeichnet.
Heldmann ist seit 2018 anerkannter Ausbilder für den Beruf Koch und fördert junge Talente.
Sein moderner und kreativer Kochstil ist geprägt durch Reisen nach Japan, Italien, Peru, Mexiko und Thailand.

## Auszeichnungen und Bewertungen in Gastronomieführern
- seit 2019: 1 Stern im Guide Michelin[1]
- 2020/2021: 16 Punkte im Gault-Millau[2]
- 2023/2024: 8+ Pfannen im Gusto (Restaurantführer)
- 2023/2024: 3 Diamanten im Varta-Führer
- 2023/2024: 3,5 F im Der Feinschmecker
- 2023/2024: 4 1/2 Kochmützen in "Der Große Restaurant- und Hotel Guide"
- 2023/2024: 3+ Kochlöffel im Schlemmer Atlas